# Liliana Gafencu
Liliana Gafencu (* 12. Juli 1975 in Suceava) ist eine rumänische Ruderin. Mit drei olympischen Goldmedaillen gehört sie zu den erfolgreichsten Ruderinnen.
An der Universität George Bacovia Bacău studierte sie Sport. Von 1996 bis 2004 gewann Gafencu dreimal in Folge mit dem rumänischen Achter die olympische Goldmedaille. Mit Elisabeta Lipă, Doina Ignat, Liliana Gafencu und Steuerfrau Elena Georgescu waren vier Sportlerinnen bei allen drei Olympiasiegen dabei.
Liliana Gafencu saß 1997 und 1998 auch im rumänischen Weltmeister-Achter, 2003 wurde sie mit dem Achter Vizeweltmeister hinter dem deutschen Boot.
2004 wurde Gafencu zur Ehrenbürgerin von Suceava ernannt.